# مونتسيرات كارولا
مونتسيرات كارولا إي فينتورا (19 سبتمبر 1930 - 24 نوفمبر 2020)، هي ممثلة إسبانية.
من مواليد مدينة برشلونة في 19 سبتمبر 1930، أكملت تدريبها بدورات في معهد ديل تيتر دي برشلونة (معهد برشلونة المسرحي) في نهاية الأربعينيات من القرن العشرين. ومع ذلك لم تبدأ العمل في المسرح الاحترافي حتى عام 1960 مع «Soparem a casa» (سوف نتناول العشاء في المنزل).

## روابط خارجية
- مونتسيرات كارولا على موقع IMDb (الإنجليزية)
- مونتسيرات كارولا على موقع روتن توميتوز (الإنجليزية)
- مونتسيرات كارولا على موقع ألو سيني (الفرنسية)
- مونتسيرات كارولا على موقع أول موفي (الإنجليزية)
- مونتسيرات كارولا على موقع قاعدة بيانات الأفلام السويدية (السويدية)
- مونتسيرات كارولا على موقع قاعدة بيانات الفيلم (الإنجليزية)
- مونتسيرات كارولا على موقع كينوبويسك (الروسية)